# Saint Michael
Saint Michael é uma paróquia de Barbados. Sua população estimada em 2005 era de 92.300 habitantes.

## Filha Ilustre
Paróquia natal da cantora Rihanna, nascida em 20 de fevereiro de 1988.

## Principais cidades
- Bridgetown (capital do país)
- Hothersal Turning
- Jackson
- Warrens